# Butch Vig
Bryan David 'Butch Vig' Vigorson (Viroqua, 2 augustus 1955) is een Amerikaans rockartiest en producer.
Vigs naam als producer werd voor het eerst in verband gebracht met grote producties toen hij in 1991 het album Nevermind van Nirvana en Gish van de The Smashing Pumpkins produceerde. Voor deze grote producties produceerde hij voor kleinere en minder bekende rock- en punkbands.
Vig werd in 1995 drummer van de band Garbage, die hij samen met Shirley Manson, Duke Erikson en Steve Marker ging bemannen. Daarnaast richtte hij samen met de twee laatstgenoemde bandleden het productiebedrijf Smartstudios op, dat voor bands als The Smashing Pumpkins en Sonic Youth albums produceert.
- International Standard Name Identifier: 0000 0001 3148 4050
- MusicBrainz: ba30915c-4d33-43c5-8c37-ead0b8061517
- Nationale Bibliotheek van Tsjechië: xx0195837
- Virtual International Authority File: 171149066657665602608